# Syndrome de Meckel
Le syndrome de Meckel est un syndrome médical qui associe typiquement une :
- polydactylie postaxiale ;
- polykystose rénale ;
- encéphalocèle, le plus souvent occipitale.

## Autres noms
- Syndrome de Gruber
- Syndrome de Meckel-Gruber
- Dysencéphalie splanchnocystique

## Incidence et prévalence
Cette pathologie est particulièrement fréquente dans l'héritage finlandais en raison d'un effet fondateur.

## Étiologie
Le gène en cause est pour le moment inconnu mais plusieurs locus sont retrouvés responsable de ce syndrome :
- locus MKS1 sur le chromosome 17 pour le syndrome de Meckel type 1 ;
- locus MKS2 sur le chromosome 11 pour le syndrome de Meckel type 2 ;
- locus MKS3 sur le chromosome 8 pour le syndrome de Meckel type 3.
- gène CEP290 situé sur le chromosome 12[1].

## Description
La polykystose rénale est une anomalie obligatoire dans ce syndrome. Les autres anomalies qui doivent être présentes pour parler de syndrome de Meckel sont : l'encéphalocèle et la fibrose hépatique.

## Conseil génétique

### Mode de transmission
Le mode de transmission est autosomique récessif.

## Sources
- (en) Online Mendelian Inheritance in Man, OMIM (TM). Johns Hopkins University, Baltimore, MD. MIM Number:249000
- (en) Online Mendelian Inheritance in Man, OMIM (TM). Johns Hopkins University, Baltimore, MD. MIM Number:603194
- (en) Online Mendelian Inheritance in Man, OMIM (TM). Johns Hopkins University, Baltimore, MD. MIM Number:607361